# Copa del Pacífico 1953
La Copa del Pacífico de 1953 fue la 1ª edición de la Copa del Pacífico. Esta versión del torneo se disputó en la ciudad de Lima, en Perú, en partidos de ida y vuelta, los días 26 y 28 de julio.
Esta primera versión del torneo se la adjudicó la Selección de fútbol de Perú.

## Partidos

### Primer Partido
| 26 de julio de 1953 | Perú             | 1:2 (0:1) | Chile                              | Estadio Nacional del Perú, Lima                   |                                                   |
|                     | L. Navarrete 57' |           | E. Hormazabal 45' · J. Robledo 86' | Asistencia: 33,458 espectadores Árbitro(s): ? (?) | Asistencia: 33,458 espectadores Árbitro(s): ? (?) |

### Segundo Partido
| 28 de julio de 1953 | Perú                                                         | 5:0 (1:0) | Chile | Estadio Nacional del Perú, Lima                                           |                                                                           |
|                     | A. Terry 7', 55' · C. Heredia 50', 66' (pen.) · R. Drago 52' | Reporte   |       | Asistencia: 29,113 espectadores Árbitro(s): Charles Mackenna (Inglaterra) | Asistencia: 29,113 espectadores Árbitro(s): Charles Mackenna (Inglaterra) |

## Tabla
| Equipo | Pts | PJ | PG | PE | PP | GF | GC | Dif |
| ------ | --- | -- | -- | -- | -- | -- | -- | --- |
| Perú   | 2   | 2  | 1  | 0  | 1  | 6  | 2  | +4  |
| Chile  | 2   | 2  | 1  | 0  | 1  | 2  | 6  | -4  |

| Perú         |
| Campeón PERÚ |